# Woestijnsprinkhaan
De woestijnsprinkhaan (Schistocerca gregaria) is een insect uit de familie Veldsprinkhanen (Acrididae). Vanwege zijn vermogen tot het vormen van zwermen, die leiden tot sprinkhanenplagen, wordt hij gerekend tot de treksprinkhanen. Plagen van deze sprinkhaan hebben de landbouw in Afrika, het Midden-Oosten en zuidelijk Azië eeuwenlang bedreigd. De middelen van bestaan van ongeveer een tiende van de wereldbevolking kunnen door dit vraatzuchtige insect aangetast worden. De uitbraak van 2004 veroorzaakte grote oogstverliezen in West-Afrika en had een negatieve invloed op de voedselveiligheid in deze regio. Het was een van de belangrijkste factoren die bijdroegen aan de hongersnood in Niger.
Woestijnsprinkhanen zijn geschikt voor menselijke consumptie.

## Ecologie van de woestijnsprinkhaan

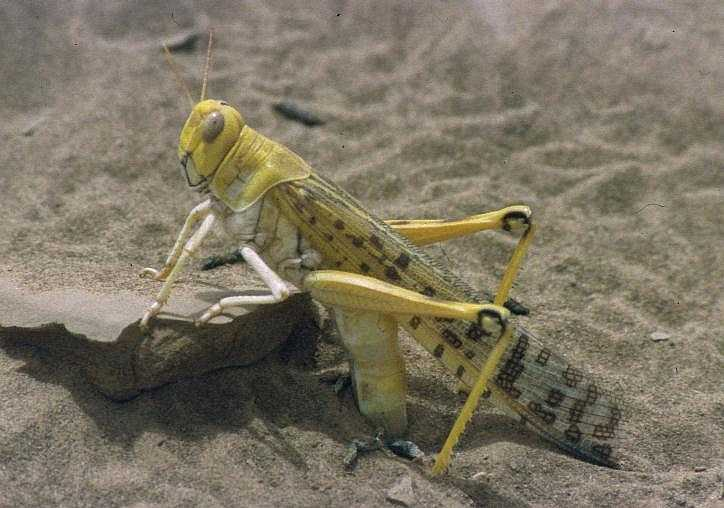
Eierleggende woestijnsprinkhaan

De woestijnsprinkhaan leeft een solitair leven, totdat het regent. Regen doet de vegetatie groeien en maakt de ontwikkeling mogelijk van de eieren die in de zandige grond zijn gelegd. De nieuwe vegetatie biedt voedsel en beschutting aan de nieuw uitgekomen nimfen (de larven van de sprinkhaan) tijdens hun ontwikkeling tot gevleugelde volwassenen.

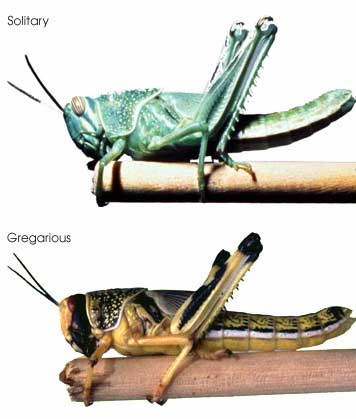
Jonge Woestijnsprinkhanen. Boven de solitaire vorm, onder de zwermfase.

Als de vegetatie, en met name de favoriete voedselplanten, niet aaneengesloten is maar uit geïsoleerde lapjes bestaat, en er voldoende nimfen (ook wel hoppers genoemd) zijn, komen deze vanzelf in groepjes terecht. Bij een bepaalde dichtheid stoten ze voortdurend hun achterpoten tegen elkaar aan. Dit veroorzaakt een cascade van metabolische en gedragsveranderingen die het insect van de solitaire naar de gregaire vorm doen overgaan (fasetransitie). Ze beginnen een feromoon af te scheiden om elkaar aan te trekken, hun lichaam wordt korter en de kleur verandert van groen naar geel en zwart. De hoppers vormen groepen van honderden tot vele duizenden individuen, die honderden vierkante meters kunnen bedekken. Wanneer ze volwassen worden, vormen de sprinkhanen zwermen die vele vierkante kilometers kunnen beslaan en miljarden insecten kunnen bevatten.

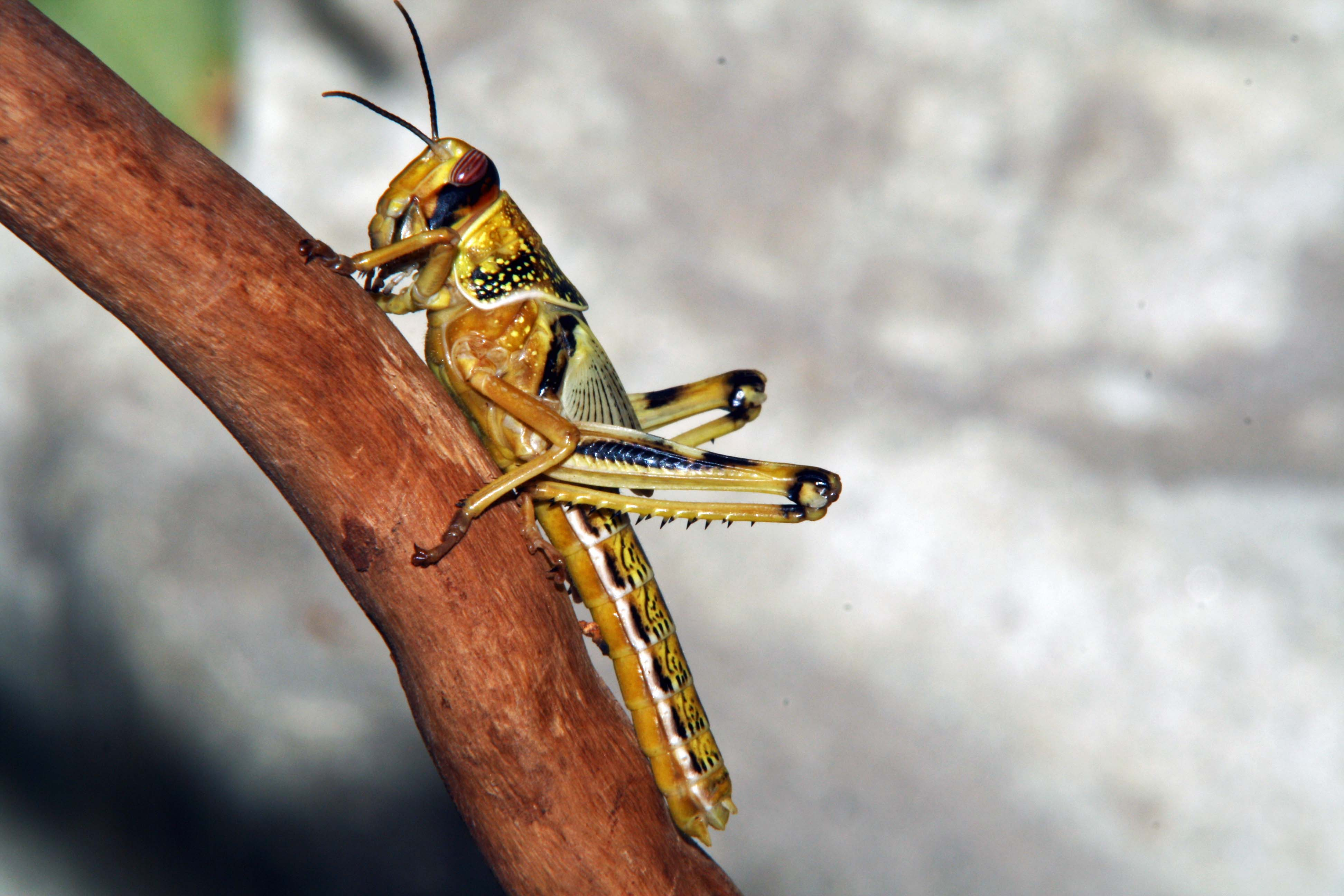
Nimf in de zwermfase, met de karakteristieke gele kleur

Nimfen scheiden een ander feromoon af dan de volwassenen. Als hoppers aan het volwassen feromoon worden blootgesteld, raken ze verward en gedesoriënteerd, omdat ze kunnen elkaar dan kennelijk niet meer “ruiken”, hoewel de visuele en tactiele stimuli blijven. Na enkele dagen vallen de hoppergroepen uiteen en de hoppers die aan predatie ontkomen, worden weer solitair. Misschien kan dit effect in de toekomst bij de sprinkhanenbestrijding helpen.
Tijdens rustige periodes, die recessies genoemd worden, is het verspreidingsgebied van de woestijnsprinkhaan beperkt tot een band van 16 miljoen vierkante kilometer die zich uitstrekt van de Atlantische Oceaan via de Sahara en het Arabische Schiereiland tot aan noordwest India. Wanneer de omstandigheden gunstig zijn, vliegen zwermen de landen aan alle kanten van het recessiegebied binnen. Tot aan 60 landen kunnen getroffen worden.

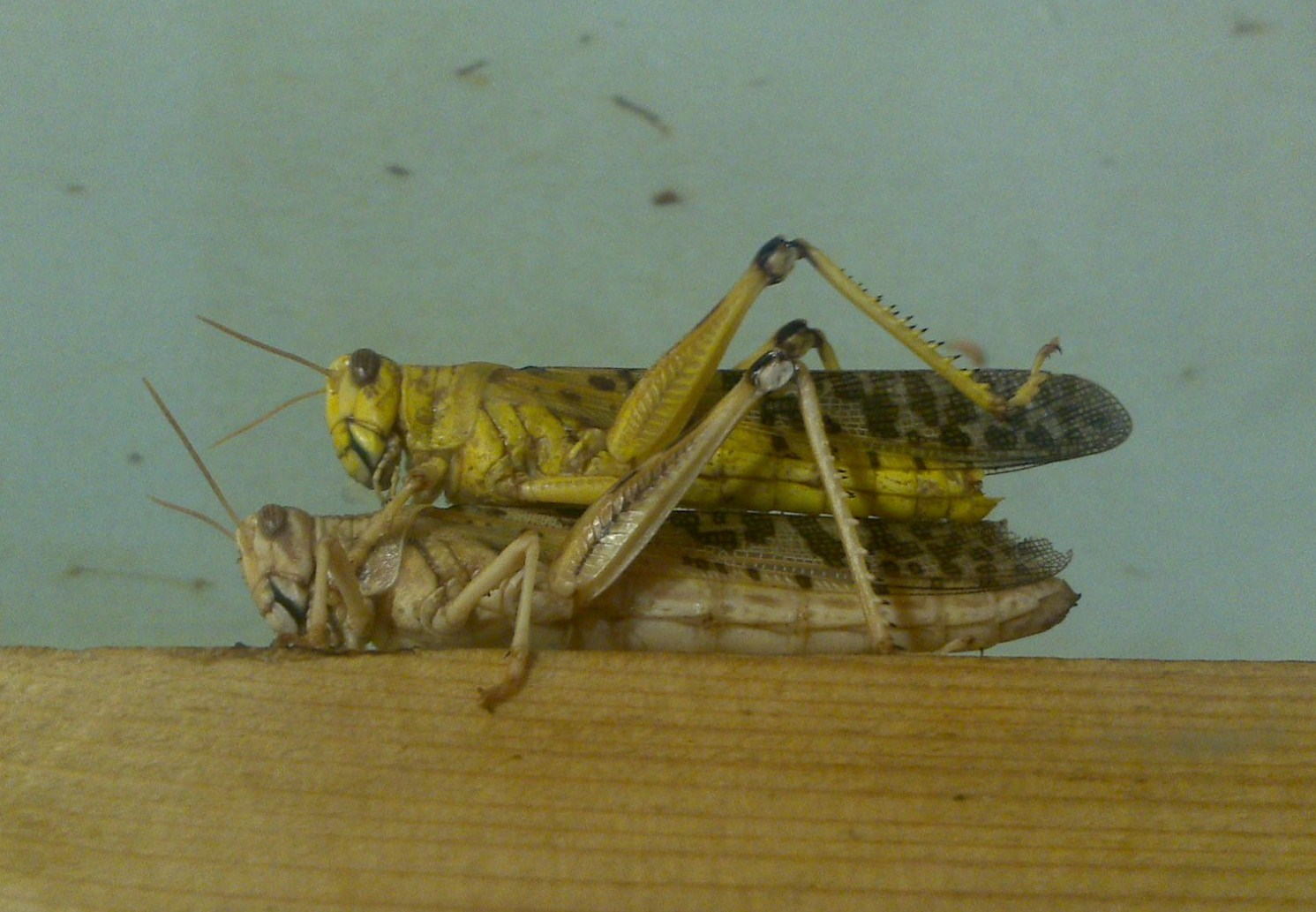
Parende Woestijnsprinkhanen

Zwermen kunnen gemakkelijk de Rode Zee tussen Afrika en het Arabische Schiereiland oversteken. Ze hebben zelfs enige keren de Atlantische Oceaan overgestoken, de laatste keer in 1989 toen honderden sprinkhanen op verschillende Caribische eilanden werden aangetroffen. Een enkele vliegende zwerm kan honderden vierkante kilometers groot zijn en kan tot 80 miljoen sprinkhanen per vierkante kilometer bevatten. Een roestende zwerm is veel kleiner en dichter.
Tijdens de zwermfase leven volwassen woestijnsprinkhanen ruim een maand tot enkele maanden afhankelijk van hoe snel zij een nieuw broedgebied vinden. Solitaire sprinkhanen daarentegen kunnen tot 9 maanden in leven blijven, als de omstandigheden niet gunstig zijn voor eierleggen. Bij voldoende regenval en dus genoeg voedsel voor de hoppers nemen de aantallen sprinkhanen rond de tien keer toe tussen twee generaties.

## Oogstverlies
Woestijnsprinkhanen kunnen per dag ongeveer hun eigen gewicht (±2 g) aan voedsel eten: bladeren, bloemen, bast, stengels, vruchten en zaden. Bijna alle gewassen en veel wilde planten lopen risico, inclusief gierst, rijst, maïs, sorghum, suikerriet, gerst, katoen, fruitbomen, dadelpalmen, groenten, acacia’s, naaldbomen en bananenbomen.
Schade aan de oogst in Egypte is al in de Bijbel en de Koran beschreven. Tijdens de twintigste eeuw kwamen plagen van de woestijnsprinkhaan voor in 1912-19, 1926-34, 1940-48, 1949-63, 1967-69 en 1986-89. Sindsdien zijn er belangrijke uitbraken geweest in 1994, 2004 en 2020. De grote oogstverliezen veroorzaakt door woestijnsprinkhanen verergeren voedseltekorten en vormen een bedreiging voor de voedselveiligheid.

## Bestrijding
De Woestijnsprinkhaan is lastig te bestrijden vanwege de omvangrijke (16-30 miljoen km²) en dikwijls verafgelegen gebieden waar sprinkhanen kunnen voorkomen. Met behulp van satellieten kunnen zwermen gelocaliseerd worden. Sprinkhanenzwermen worden vooral bestreden door het toedienen van chemische insecticiden in geconcentreerde doses door middel van sproeiers op vrachtwagens of vliegtuigen. Er wordt ook wel gebruik gemaakt van biologische bestrijdingsmiddelen, gebaseerd op een natuurlijk voorkomende schimmels.

## De uitbraak van 2004
In 2004 stond West-Afrika tegenover de grootste sprinkhanenuitbraak in 15 jaar. De bestrijding hiervan heeft volgens de FAO meer dan $60 miljoen gekost en de oogstverliezen zijn geschat op $2,5 miljard, hetgeen een rampzalige invloed op de voedselzekerheid heeft gehad. Onvoldoende regen en lage temperaturen in het winterbroedgebied van Noordwest Afrika hebben de ontwikkeling van de sprinkhanen vertraagd en de bestrijdingsdiensten de kans gegeven de cyclus te stoppen. In 2005 zijn slechts enkele zwermen de Sahel binnengevlogen. Hoewel tijdens de zomer grote aantallen sprinkhanen uit hun eieren zijn gekomen in het grensgebied van Tsjaad en Soedan, lijkt de situatie nu voorlopig onder controle te zijn.
De landen die door de uitbraak van 2004 getroffen zijn, waren Algerije, Burkina Faso, de Canarische Eilanden, Kaapverdië, Tsjaad, Egypte, Gambia, Guinee, Libië, Mali, Mauritanië, Marokko, Niger, Saoedi-Arabië, Senegal, Soedan, Tunesië en Jemen.